# سوووووو
سوووووو (به لهستانی:  Swołowo) یک روستا در لهستان است که در گمینا سووپسک واقع شده‌است. سوووووو ۲۴۰ نفر جمعیت دارد.